# Euxoa aurulenta
Euxoa aurulenta là một loài bướm đêm thuộc họ Noctuidae. Nó được tìm thấy ở Ontario phía tây đến Alberta và Washington, phía nam đến Illinois, Nebraska, Colorado và Arizona.
Sải cánh dài 35–39 mm. Con trưởng thành bay vào tháng 5 đến tháng 7. Có một lứa một năm.
Ấu trùng có thể ăn species of dune grass. In Michigan specimens have been collected in close proximity to the beach grasses Ammophila breviligulata và Calmovilfa longifolia.